# Szilágyi Zsolt (karnagy)
Szilágyi Zsolt (Gyulafehérvár, 1946. április 8. –) erdélyi magyar előadóművész, karnagy, művészeti író.

## Életútja, munkássága
Líceumi tanulmányait Déván végezte. 1963–65 között zenei tanulmányokat folytatott Marosvásárhelyen, majd 1965–70 között a kolozsvári Gheorghe Dima Zeneművészeti Főiskolán szerzett karvezetői és zenetanári képesítést, és énekesi képzésben is részesült. 1969–70-ben a kolozsvári Állami Magyar Opera énekese. 1970-től a sepsiszentgyörgyi Művészeti Iskolában tanít zeneelméletet és zenetörténetet, 2002-től annak igazgatója is. Külföldi képzéseken is részt vett: 1977-ben Weimarban, 1981-ben pedig Innsbruckban barokk zene kurzuson. 1968-tól számtalan klasszikus, romantikus és modern zenei dalesten énekelt. 1973-tól az ország valamennyi filharmóniájával közreműködik oratóriumok, kantáták, misék tenor szólistájaként. Számos külföldi hangversenyen vett részt: Ausztriában, Magyarországon, Jugoszláviában, Olaszországban, Lengyelországban, Svájcban, Bulgáriában, Németországban, Spanyolországban, Dániában. 1980-ban II. díjat kapott a svájci nemzetközi énekversenyen.
Alapító tagja és vezetője a sepsiszentgyörgyi zenetanárok 1972-ben alakult kamarakórusának, amely utóbb fölvette a Vox Humana nevet. Az énekkar repertoárján az egyetemes kórusirodalom fontosabb vegyes kari művei mellett magyar (Bartók, Kodály, Bárdos Lajos, Farkas Ferenc, Pászti Miklós, Szokolay Sándor, Karai József, Birtalan József, Csíky Boldizsár, Orbán György, Terényi Ede, Vavrinecz Béla), valamint román zeneszerzők művei szerepelnek. A Vox Humana és más fontosabb hazai zenei központok énekkari rendezvényein kívül számos magyarországi és európai versenyen és fesztiválon is fellépett. Rangos díjakat szerzett Arezzóban (1982: III. díj), Barcelonában (az „Európa dalai” kórusverseny, 1999: aranyérem és karnagyi mesteri minősítés). A Vox Humana énekkar karmestereként 1992-ben együttesével együtt az EMKE Nagy István-díjával tüntették ki; 2003-ban a Kriterion-koszorút vehette át. 2013-ban A Magyar Érdemrend tisztikeresztje kitüntetéssel ismerték el munkásságát.
Zenetörténeti tárgyú cikkei főleg az 1970-es években a Megyei Tükör, majd a Háromszék hasábjain jelentek meg, a Zenei évfordulók c. sorozatban (Édouard Lalo, Fjodor Ivanovics Saljapin, Enrico Caruso, Pablo Casals). Ugyanitt Dimitrie Cantemier és a zene címmel emlékezett meg a nagy moldvai fejedelem zenei vonatkozású munkásságáról.